# 锡金历史
錫金這裡流傳很多神話，但世袭君主国成立前的歷史記載不多。在中国古代书籍中，过去的锡金多被记载并称为哲孟雄（藏語：འབྲས་མོ་ལྗོངས་，威利转写：'bras mo ljongs，藏语拼音：Zhaimonjong；其他：Dremojong）。早期藏族移民称为登疆，意为稻米之谷；一些尼泊尔人也曾移居于此，称之为新地方。

## 時間軸

### 吐蕃時代
- 7世纪時，哲孟雄是吐蕃王朝的一部分。

### 雷布查族势力
- 9世纪时，哲孟雄成为独立的部落，但其境内的寺院仍隶属于西藏各大寺。
- 本地主要被锡金土著雷布查族势力所掌控。

### 纳穆加尔王朝
- 1642年，来自吐蕃康区的菩提亚人（Bhotiya）贵族彭措南杰（蓬楚格·纳穆加尔，Phun-tshogs rNam-rgyal），在宁玛派（红教）传教士的支持下降服了锡金土著雷布查族势力，並建立了一個世袭君主国纳穆加尔王朝，自称法王（却嘉，Chos-rgyal）。

### 尼泊尔入侵錫金
- 1788年尼锡战争爆发，尼泊尔的廓尔喀军队入侵锡金，攻占锡金當時的首都拉达孜（Rabdentse），锡金国王越境逃亡到西藏，在热日宗的春丕谷避难，作为宗主的达赖喇嘛将此地赐（借）给他使用，这也就是后来的亚东縣。而廓尔喀军队继续向西藏推进，一度占领整个后藏并洗劫班禅喇嘛的驻锡地扎什伦布寺，结果达赖与班禅向清政府请求援军。

- 当时的乾隆皇帝先后两次用兵，最后由福康安和海兰察统率清军于1791年将廓尔喀人全部逐出西藏，并越境追击至尼泊尔首都加德满都城郊。廓尔喀军队在挫败清军前锋获得小胜后请降，尼泊爾王國成为清朝的藩属。

### 不丹的侵略
- 清军击退尼泊尔后，锡金本欲收复其失土，但这时尼锡战争中假意援助锡金的不丹军队突然攻击锡金，导致本来就已经被廓尔喀人打得溃不成军的锡金腹背受敌，结果锡金在提斯塔河（Teesta）谷地以西的大片领土仍然沦于尼泊尔人之手，而提斯塔河谷地以东的领土则被不丹占领，锡金只保有提斯塔河上游的领土，比现在的锡金邦大不了多少的区域。

### 清朝史料记载
- 乾隆五十七年（1792年）二月，清軍派克哩營官率番兵收復哲孟雄、宗木地方。

- 嘉慶年間，哲孟雄部曾請賞唐古特莊田，並定邊界。

- 道光四年（1824年），松廷等始將前奉諭旨專劄明示，並隨時嚴行駮飭。

- 道光五年，班禪據報詳情，謂：“哲孟雄部長楚普郎結訴稱自不准赴界，上年人民病斃者一千有餘。再達賴坐床已逾數年，各部落俱得赴藏朝見，而舊所屬之人獨抱向隅，實無面目見其部民。”於是始准其暫居避暑，仍令派克哩營官防範稽查。在當時文幹誤聽前藏一面之詞，不查實情，率行具奏。文幹等既知困難，有失字小之道，而猶遷就其詞，准其來藏熬茶一次，蓋以準噶爾視哲孟雄。而哲孟雄離心離德，甘為印度屬地，至有撚都納之敗，而西藏之門戶洞開矣。[1]

### 成为英属印度保护国
- 1814年，以孟加拉为据点的英国东印度公司开始入侵锡金。
- 1835年，锡金国王楚布南嘉颁发批文将大吉嶺授予东印度公司。英國人割占大吉嶺和蘭吉德河以南的地區。
- 1861年，英属印度迫使錫金簽訂《庭姆隆條約》，使錫金事實上成為英國的保護國。
- 1881年从西里古里到大吉岭的铁路──亦即所谓“人类工程史上一大奇迹的玩具火车（Toy Train）”──通车，从西藏边境口岸亚东到加尔各答的路程缩短到一周。
- 中英外交交涉無果後，1888年3月20日，英军一千余人進攻駐守爭議領土隆吐山的藏軍，爆發土鼠年战争，結果英军攻占隆吐山、亞東等要隘。清廷派駐藏幫辦大臣升泰前去議和。
- 1890年3月17日，升泰與英國駐印度總督蘭斯敦在加爾各答簽訂了《中英藏印條約》，共八款。主要內容為：清廷承認錫金歸英國保護；劃定清屬西藏和錫金的邊界；游牧、通商等問題留待日後再議。而後在1893年12月5日又簽訂了《中英藏印續約》，解決游牧、通商等問題。
- 19世紀，大批尼泊爾人受英國殖民政府之鼓勵而開始移居錫金南部。
- 1903年，著名的英国冒险家荣赫鹏率领三千多名英印士兵（加上七千多民夫）从锡金進入西藏要求談判被拒，爆發木龙年战争。
- 1914年，老国王圖多南嘉去世，王储錫東祖古南嘉继位。

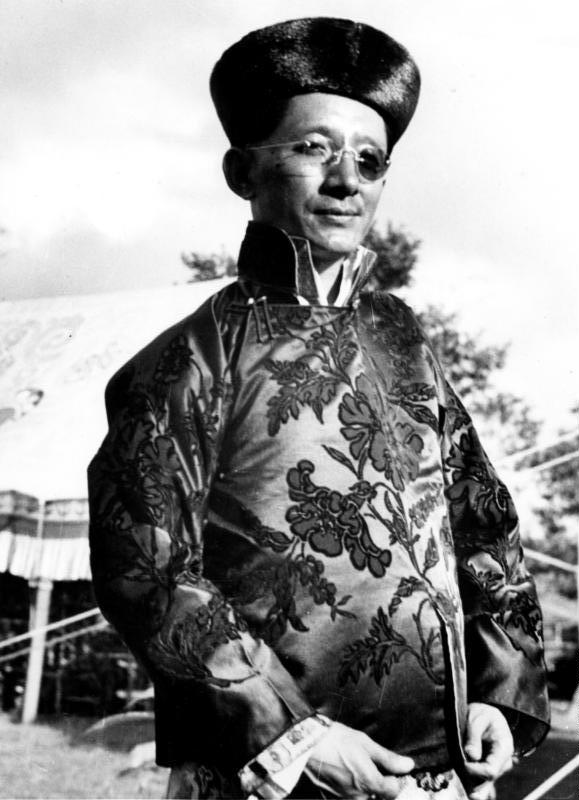
塔希·納姆加爾

- 1918年，锡金國王塔希·納姆加爾從英國殖民者收回政權，開始實行土地改革、廢除各種無償勞役、徹底檢查稅收制度、廢除地主的行政和司法職能。

### 作为英属印度土邦
- 1935年英属印度法案的影响。1930至1933年间印度爆发了第一次世界大战后的第二次民族运动高潮。国大党领袖甘地号召的非暴力不合作運動在吉大港、白沙瓦、孟买等地演变为武装起义。英国政府先后在伦敦召开了三次圆桌会议，平息事态后不久，吸取教训的英国政府提出了《印度政府法》草案，规定了英属印度的联邦结构和邦自治两级体制，加强了亲英的土邦王公的政治地位，以此来牵制民族独立力量，巩固英国对印度的统治。这部法案于1935年7月在英国议会通过并由英王批准生效。这部《印度政府法》对锡金的影响是：从宪法意义上规定了锡金是英属印度帝国的一个土邦。[2]

- 印巴分治前后的归属。1946年2月18日孟买爆发了海军起义，次日艾德礼内阁就宣布召开印度制宪会议。英国内阁使团提交给英属印度王公院的土邦问题备忘录中把锡金王国作为普通土邦看待，并没有提到任何特殊性。英国内阁印度事务部国务秘书在给驻锡金政務官霍金斯的通信中称锡金早已成为印度土邦，没有别的选择，只能像英王最高权力下别的土邦一样，就其未来政治地位同新成立的印度政府进行谈判加以解决。1947年1月，锡金未来的地位问题提交到印度制宪会议讨论。1947年8月15日，英国结束对印度次大陆的统治，锡金未获得独立。

### 印度控制锡金
- 1947年，印度与锡金签订《维持现状协定》，继续往锡金派驻政務官。以外来移民为主、仿效印度国大党成立的锡金国家大会党（英语：Sikkim State Congress）发起“不合作运动”，抵制锡金国王，1947年5月9日自行成立政府。
- 1949年6月初，印度以「防止动乱和流血」藉口，派軍隊入侵锡金，強行接管了成立不到一个月的新政府，并委任印度人拉尔为锡金首相。
- 1950年12月5日，签订《印度锡金和平条约》，规定锡金为印度的「保护国」，印度控制锡金的国防、外交、经济等事務。
- 1963年，王储帕爾登娶了一位出身名门22岁的美国女子库克续弦。同年，老王塔希·納姆加爾逝世，帕爾登继位，并于1965年加冕。

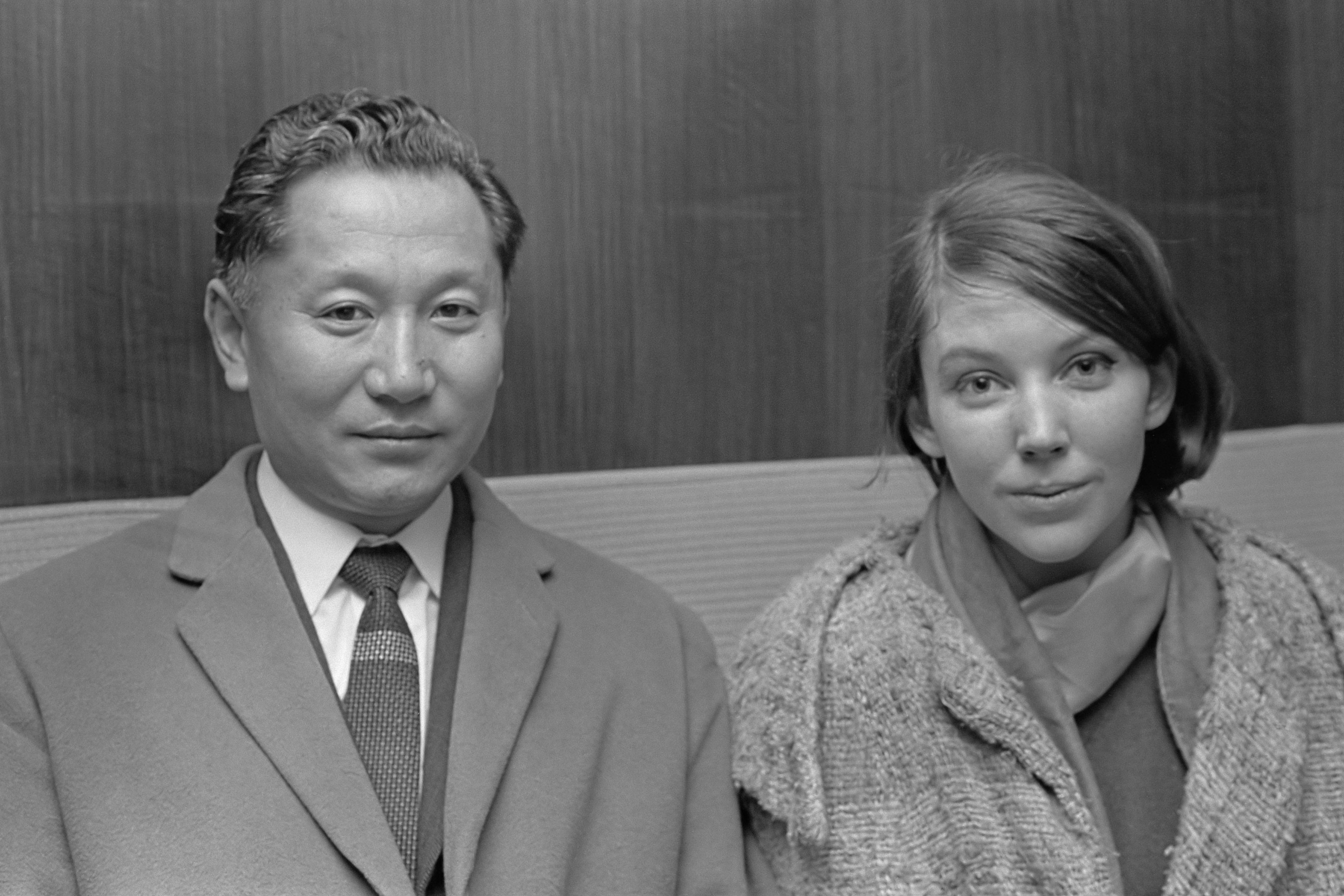
帕尔登与其妻子库克

- 1960年代起，新王帕尔登和印度政府的矛盾增加，他还谋划争取更大的独立地位，并希望通过加入联合国等国际组织摆脱印度的控制，加之中印边界冲突，英迪拉·甘地政府加大了对锡金内部事务的干预力度。[3]

### 宪法修正案
- 1974年4月，锡金国民大会在选举中获胜，亲国王的锡金国民党（英语：Sikkim National Party）惨败。
- 1974年6月20日凌晨5时32分，锡金国民大会（英语：Sikkim National Congress）向锡金议会提起宪法修正案，并要求议会不迟于当日中午12时进行表决。當天，锡金议会通过了由印度拟定的锡金宪法，规定印度政府派驻的行政专员为政府首脑和议会议长。同年9月印度议会提议将锡金作为印度的“副邦”（Associate State，亦有译作“联系邦”的，误），在印度两院各为锡金设一个议席。[4]

### 成为印度的一个邦
- 1975年，印度军队解散錫金國王的宮廷衛隊，软禁了锡金国王。同年4月10日，錫金議會通過決議廢黜国王，把錫金變為印度的一個邦。4月14日，錫金又為此举行全民投票，决定锡金君主的未来，投票结果赞成废除君主制，随后印度议会通过第35、36号《印度宪法修正案》，正式把锡金变为印度的一个邦。[4]

- 1982年1月29日，被廢黜的锡金国王帕尔登·顿杜普·纳姆加尔（dpal-ldan don-grub rnam-rgyal）在美國纽约逝世，王储旺楚克·滕辛·纳姆加尔（dbang-phyug bstan-vdzin rnam-rgyal）即位，成为锡金第13世国王，他主張印度对锡金的吞并是非法的。然而随着中华人民共和国于2003年承认印度对锡金的主权，最后的争议已经消失。